# Tomasz Gryglewicz
Tomasz Wincenty Gryglewicz (ur. 1949 w Krakowie, zm. 9 grudnia 2022) – polski historyk sztuki i krytyk sztuki.

## Życiorys
Absolwent Państwowego Liceum Plastycznego im. Józefa Kluzy w Krakowie i Wydziału Filozoficznego Uniwersytetu Jagiellońskiego, gdzie w latach 1968-73 studiował historię sztuki.
W 1997 habilitował się na podstawie książki Malarstwo Europy Środkowej 1900-1914. W 2007 otrzymał tytuł profesora. Zajmował się sztuką początku i pierwszej połowy XX wieku w Europie Środkowej, awangardą XX wieku oraz sztuką polską po II wojnie światowej i sztuką bieżącą.
W latach 1996–1999 był dyrektorem Instytutu Historii Sztuki Uniwersytetu Jagiellońskiego. Od 1995 kierował Zakładem Sztuki Nowoczesnej w tym Instytucie.
Był członkiem Stowarzyszenia Historyków Sztuki, Komisji Historii Sztuki PAU i członkiem Międzynarodowego Stowarzyszenia Krytyków Sztuki (AICA). Wśród licznych wyróżnień i nagród, których był laureatem znalazły się Nagroda im. Ks. Szczęsnego Dettloffa, Medal Komisji Edukacji Narodowej (2001) i Srebrny Krzyż Zasługi (2003). 20 grudnia 2022 został pochowany na cmentarzu Rakowickim

## Wybrane publikacje
- Groteska w sztuce polskiej XX wieku, Kraków 1984.
- Malarstwo Europy Środkowej 1900-1914, Kraków 1992.
- Kraków i artyści. Teksty o malarzach i grafikach środowiska krakowskiego drugiej połowy wieku XX, Kraków 2005.